# Filip Sasínek
Filip Sasínek (ur. 8 stycznia 1996) – czeski lekkoatleta specjalizujący się w biegach średnich i długich.
Uczestnik mistrzostw świata juniorów młodszych w Doniecku (2013), gdzie odpadł w eliminacjach biegów na 1500 i zajął ósme miejsce na 2000 metrów z przeszkodami. W 2014 brał udział w mistrzostwach świata juniorów w Eugene, gdzie w analogicznych konkurencjach (z tym, że bieg z przeszkodami odbywał się na dystansie 3000 metrów) nie przebrnął przez eliminacje. Rok później wystąpił na halowych mistrzostwach Europy w Pradze oraz na europejskim czempionacie juniorów w Eskilstunie. Ósmy zawodnik mistrzostw Europy z Zurychu (2016). Na początku 2017 został brązowym medalistą halowych mistrzostw Europy w Belgradzie. Srebrny medalista młodzieżowego czempionatu Europy (2017).
Złoty medalista mistrzostw Czech w kategorii juniorów młodszych, juniorów, młodzieżowców oraz seniorów oraz reprezentant kraju na drużynowych mistrzostwach Europy.
Rekordy życiowe: bieg na 1500 metrów (stadion) – 3:34,30 (24 czerwca 2025, Ostrawa); bieg na 1500 metrów (hala) – 3:36,53 (17 lutego 2021, Toruń) rekord Czech.

## Osiągnięcia
| Rok  | Impreza                                   | Miejsce    | Konkurencja                   | Lokata      | Wynik   |
| ---- | ----------------------------------------- | ---------- | ----------------------------- | ----------- | ------- |
| 2013 | Mistrzostwa świata juniorów młodszych     | Donieck    | bieg na 1500 m                | eliminacje  | 4:24,59 |
| 2013 | Mistrzostwa świata juniorów młodszych     | Donieck    | bieg na 2000 m z przeszkodami | 8. miejsce  | 5:47,90 |
| 2014 | Mistrzostwa świata juniorów               | Eugene     | bieg na 1500 m                | eliminacje  | 3:50,39 |
| 2014 | Mistrzostwa świata juniorów               | Eugene     | bieg na 3000 m z przeszkodami | eliminacje  | 8:55,53 |
| 2015 | Halowe mistrzostwa Europy                 | Praga      | bieg na 800 m                 | eliminacje  | 1:51,08 |
| 2015 | Mistrzostwa Europy juniorów               | Eskilstuna | bieg na 3000 m z przeszkodami | eliminacje  | 9:11,84 |
| 2015 | Mistrzostwa Europy w biegach przełajowych | Hyères     | bieg juniorów                 | 26. miejsce | 18:27   |
| 2016 | Mistrzostwa Europy                        | Amsterdam  | bieg na 1500 m                | 8. miejsce  | 3:47,76 |
| 2017 | Halowe mistrzostwa Europy                 | Belgrad    | bieg na 1500 m                | 3. miejsce  | 3:45,89 |
| 2017 | Superliga drużynowych mistrzostw Europy   | Lille      | bieg na 1500 m                | 5. miejsce  | 3:54,56 |
| 2017 | Młodzieżowe mistrzostwa Europy            | Bydgoszcz  | bieg na 1500 m                | 2. miejsce  | 3:49,23 |
| 2019 | Halowe mistrzostwa Europy                 | Glasgow    | bieg na 1500 m                | 4. miejsce  | 3:45,27 |
| 2019 | Mistrzostwa świata                        | Doha       | bieg na 1500 m                | eliminacje  | 3:38,17 |
| 2021 | Halowe mistrzostwa Europy                 | Toruń      | bieg na 1500 m                | 9. miejsce  | 3:40,64 |
| 2022 | Mistrzostwa Europy                        | Monachium  | bieg na 1500 m                | eliminacje  | DNF     |
| 2023 | Halowe mistrzostwa Europy                 | Stambuł    | bieg na 1500 m                | eliminacje  | 3:44,76 |
| 2024 | Halowe mistrzostwa świata                 | Glasgow    | bieg na 1500 m                | eliminacje  | 3:43,82 |
| 2025 | Halowe mistrzostwa świata                 | Nankin     | bieg na 1500 m                | eliminacje  | 3:40,86 |
| 2025 | I dywizja drużynowych mistrzostw Europy   | Madryt     | bieg na 1500 m                | 6. miejsce  | 3:40,87 |